# Obeidia marginifascia
Obeidia marginifascia là một loài bướm đêm trong họ Geometridae.